# Stephan Vuckovic
Stephan Vuckovic   (Reutlingen, 22 de juny de 1972) és un triatleta alemany, ja retirat, que va competir a cavall del segle XX i XXI.
El 2000, any de l'estrena del triatló als Jocs Olímpics d'Estiu, va disputar els Jocs de Sydney, on va guanyar la medalla de plata en la prova del triatló en finalitzar rere el canadenc Simon Whitfield. En el seu palmarès també destaca el campionat nacional de 1996, així com diverses posicions d'honor en aquesta mateixa competició. A partir del 2007 començà a disputar el calendari mundial d'Ironman i aquell mateix any guanyà l'Ironman de Florida.